# سیارک ۳۷۶۰
سیارک ۳۷۶۰ (به انگلیسی: 3760 Poutanen، نامگذاری:1984AQ) سه هزار و هفتصد و شصتمین سیارک کشف شده‌است که در ۸ ژانویه ۱۹۸۴ کشف شد.
قدر مطلق سیارک برابر ۱۲٫۶۰ است.